# Poro, re delle Indie

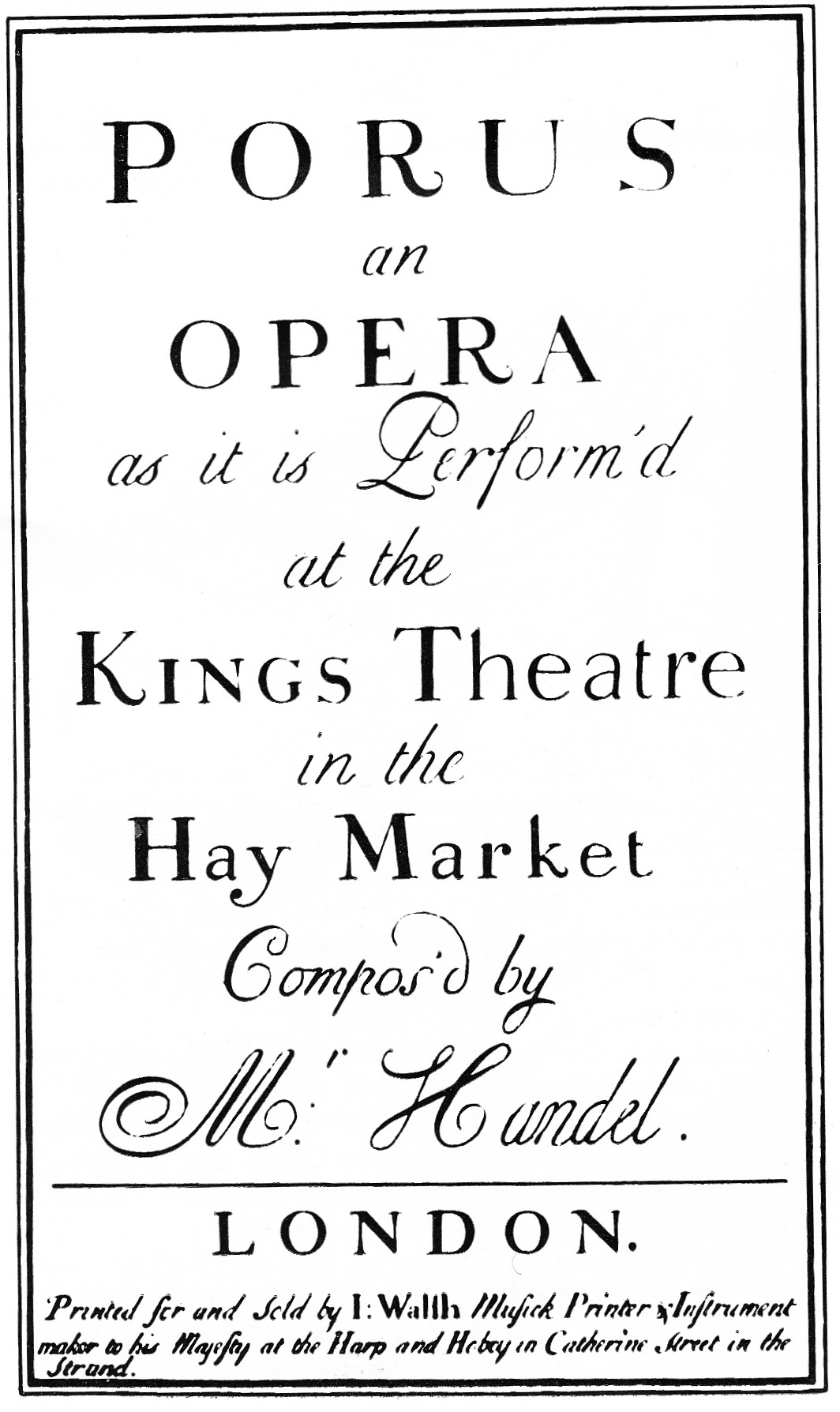
Page de titre de la partition, 1731

Poro, re delle Indie (HWV 28) est un opéra en trois actes de Georg Friedrich Haendel, créé à Londres le 2 février 1731.
Le livret est adapté de Métastase, par un librettiste non identifié.

## Argument
L'opéra s'inspire de la bataille de l'Hydaspe, bataille antique au cours de laquelle le conquérant macédonien Alexandre le Grand affronte et vainc le roi indien Poros, mais lui accorde la vie sauve et s'allie avec lui après avoir été impressionné par le courage de son ennemi.

## Rôles
| Rôle       | Voix         | Première, le 2 février 1731 |
| ---------- | ------------ | --------------------------- |
| Poro       | alto castrat | Senesino                    |
| Cleofide   | soprano      | Anna Maria Strada del Pò    |
| Erissena   | alto         | Antonia Merighi             |
| Gandarte   | alto         | Francesca Bertolli          |
| Alessandro | ténor        | Annibale Piò Fabbri         |
| Timagene   | basse        | Giovanni Commano            |

## Discographie
- Poro avec Gloria Banditelli, Rossana Bertini, Bernarda Fink, Gérard Lesne, Sandro Naglia et Roberto Abbondanza - Europa Galante dir. Fabio Biondi - (3 CD Opus 111, 1994) - (OCLC 32210851)